# 热尔韦库尔和阿东
热尔韦库尔和阿东（法語：Gelvécourt-et-Adompt，法語發音：[ʒɛlvekuʁ e adɔ̃] ⓘ）是法国大東部大區孚日省的一个市镇，属于埃皮纳勒区。

## 地理
热尔韦库尔和阿东（48°12'1"N, 6°10'1"E）面积3.94 平方千米，位于法国大東部大區孚日省，该省份为法国东北部内陆省份，北起默兹省和默尔特-摩泽尔省，西接上马恩省，南至上索恩省和贝尔福地区省，东临上莱茵省和下莱茵省。
与热尔韦库尔和阿东接壤的市镇（或旧市镇、城区）包括：莱热维尔和邦费、莱萨布勒沃内特、伯涅库尔、栋派尔。

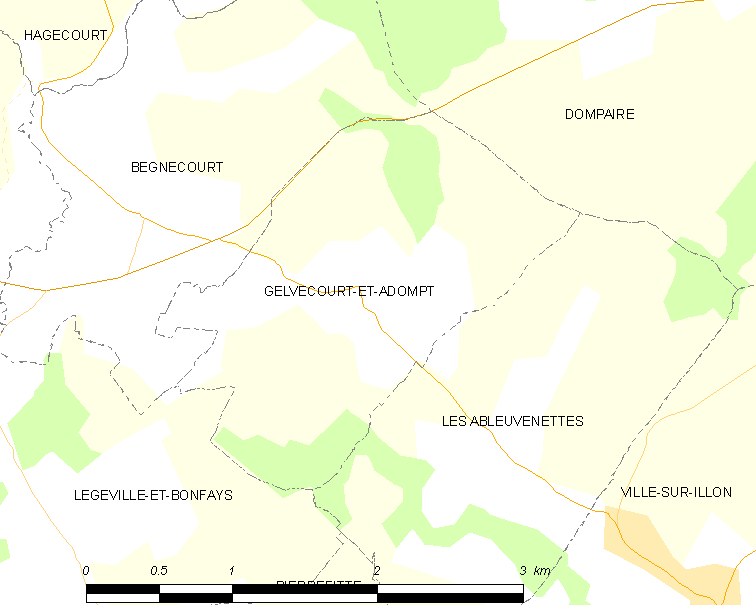
热尔韦库尔和阿东的OSM定位图

热尔韦库尔和阿东的时区为UTC+01:00、UTC+02:00（夏令时）。

## 行政
热尔韦库尔和阿东的邮政编码为88270，INSEE市镇编码为88192。

## 政治
热尔韦库尔和阿东所属的省级选区为达尔内县。

## 人口

1962-2008年间热尔韦库尔和阿东人口变化图示

热尔韦库尔和阿东于2022年1月1日时的人口数量为107人。